# 小行星5396
小行星5396是一颗围绕太阳公转的小行星。1988年9月20日，亨利·德波鸿诺在拉西拉天文台发现了此天体。
这颗小行星的绝对星等为219.1914549906783等。